# Tukmudal
Tukmudal is een bestuurslaag in het regentschap Cirebon van de provincie West-Java, Indonesië. Tukmudal telt 11.021 inwoners (volkstelling 2010).